# Jan van Huysum

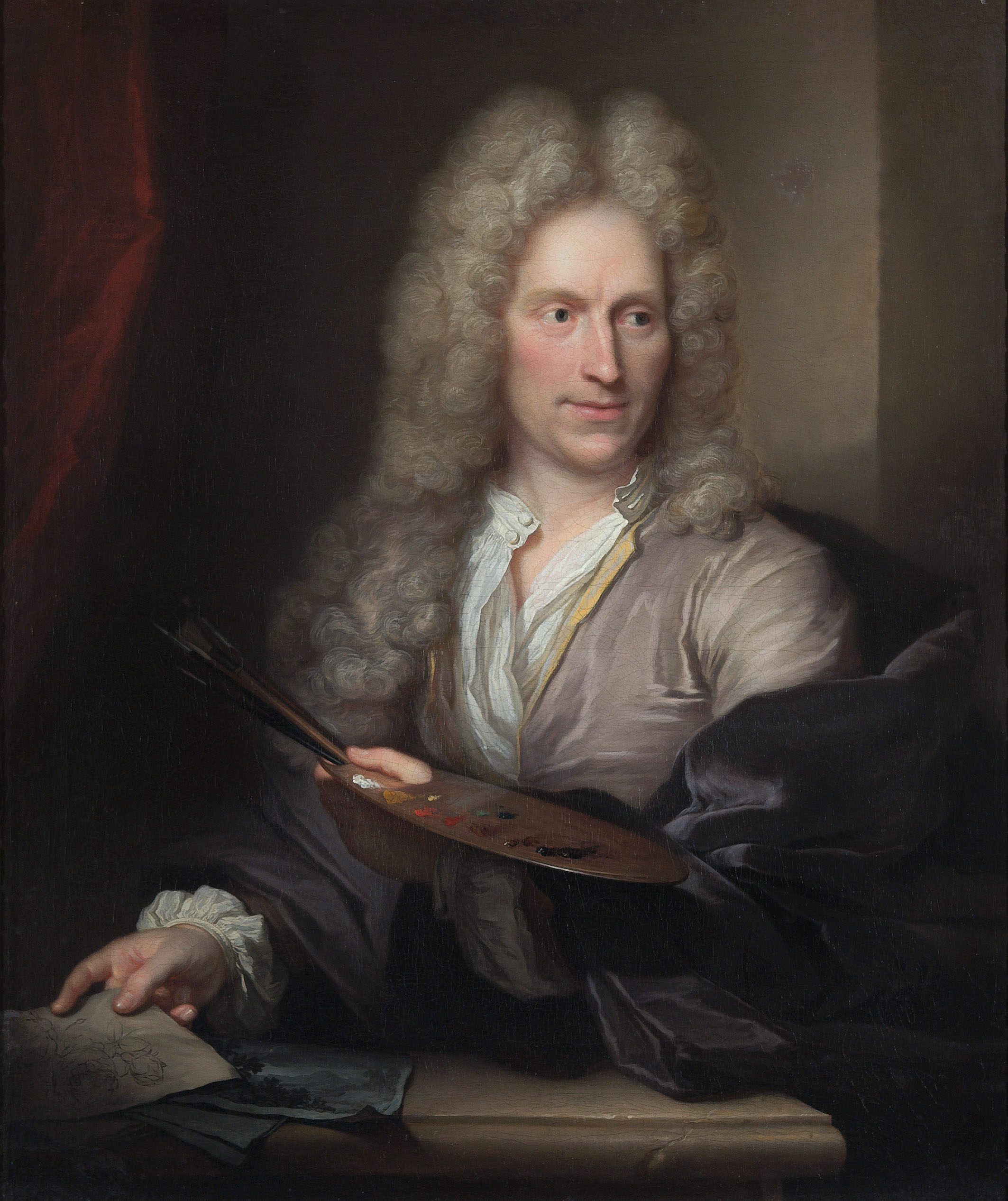
Jan van Huysum, porträtt i olja av Arnold Boonen, omkring 1720.

Jan van Huysum, född 15 april 1682 i Amsterdam, död där 8 februari 1749, var en målare från Republiken Förenade Nederländerna.
Huysum målade framför allt frukt och blommor i Jan Davidszoon de Heems stil men även heroiska landskap. I hans stilleben uppskattas det noggranna detaljstudiet och den tekniska fulländningen, även om hans måleri inte av eftervärden skattats lika högt som under hans samtid.
Tillsammans med bland annat Rachel Ruysch utgjorde van Huysum den sista generationen av blomstermålare från den holländska guldåldern. Tillsammans bidrog de också till att i grunden förändra genren och föra in den på ett 1700-tals manér. van Huysum målade med ljusare färger och bakgrunder än tidigare, och slutade använda sig av många av de måleri-tekniker som använts för att skapa tredimensionalitet och rundning av buketterna och betonade i stället en elegant design.

## Galleri (i urval)

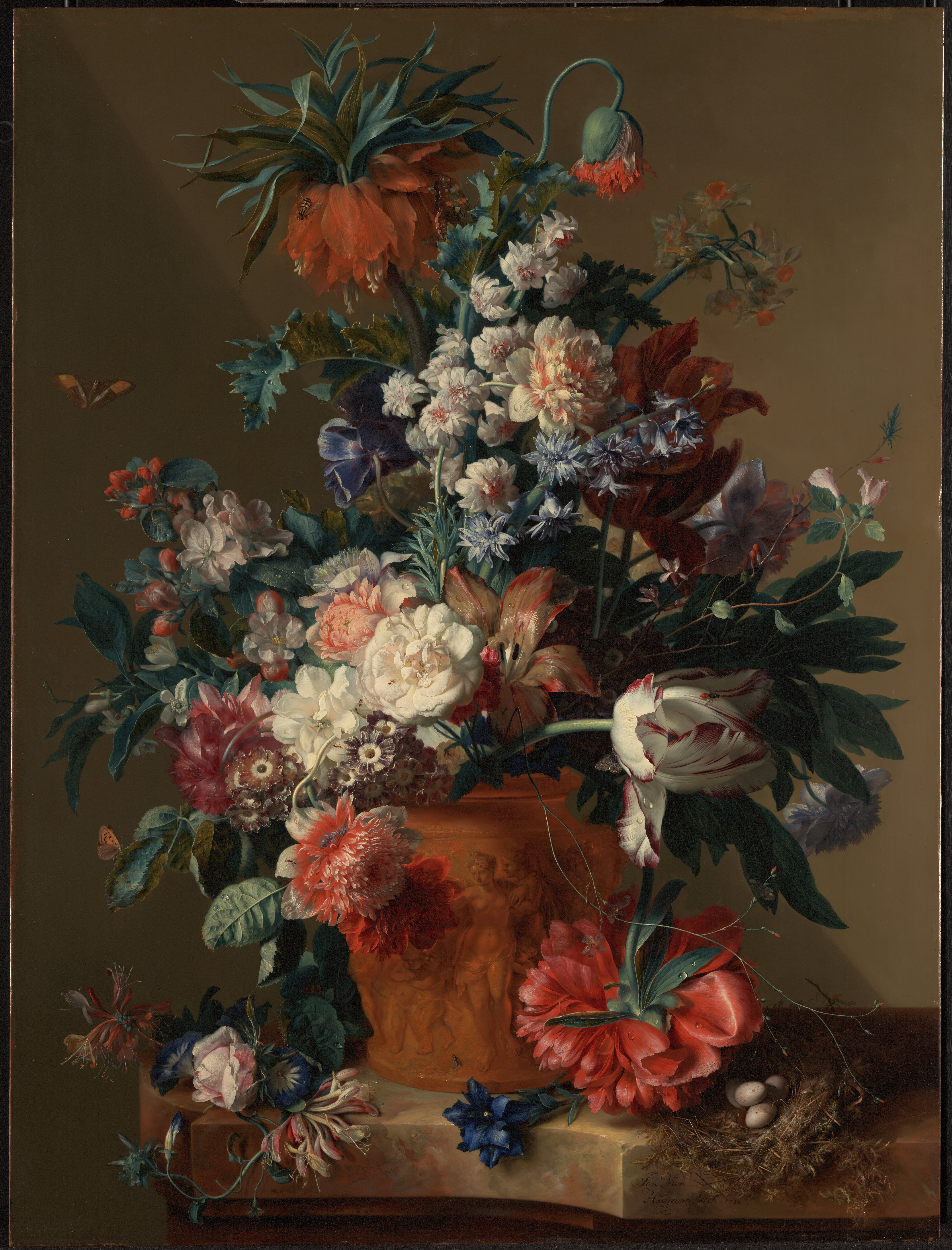
Vas med blommor (1722), Getty Center.
Blombukett i en urna (1724), Los Angeles County Museum of Art.
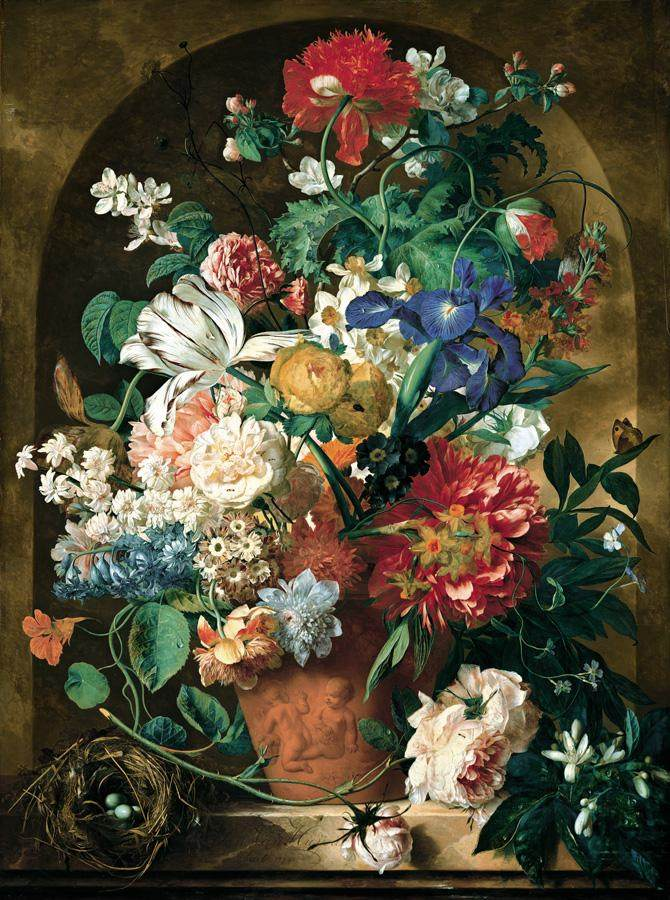
Stilleben med blommor (1734), privat ägo.
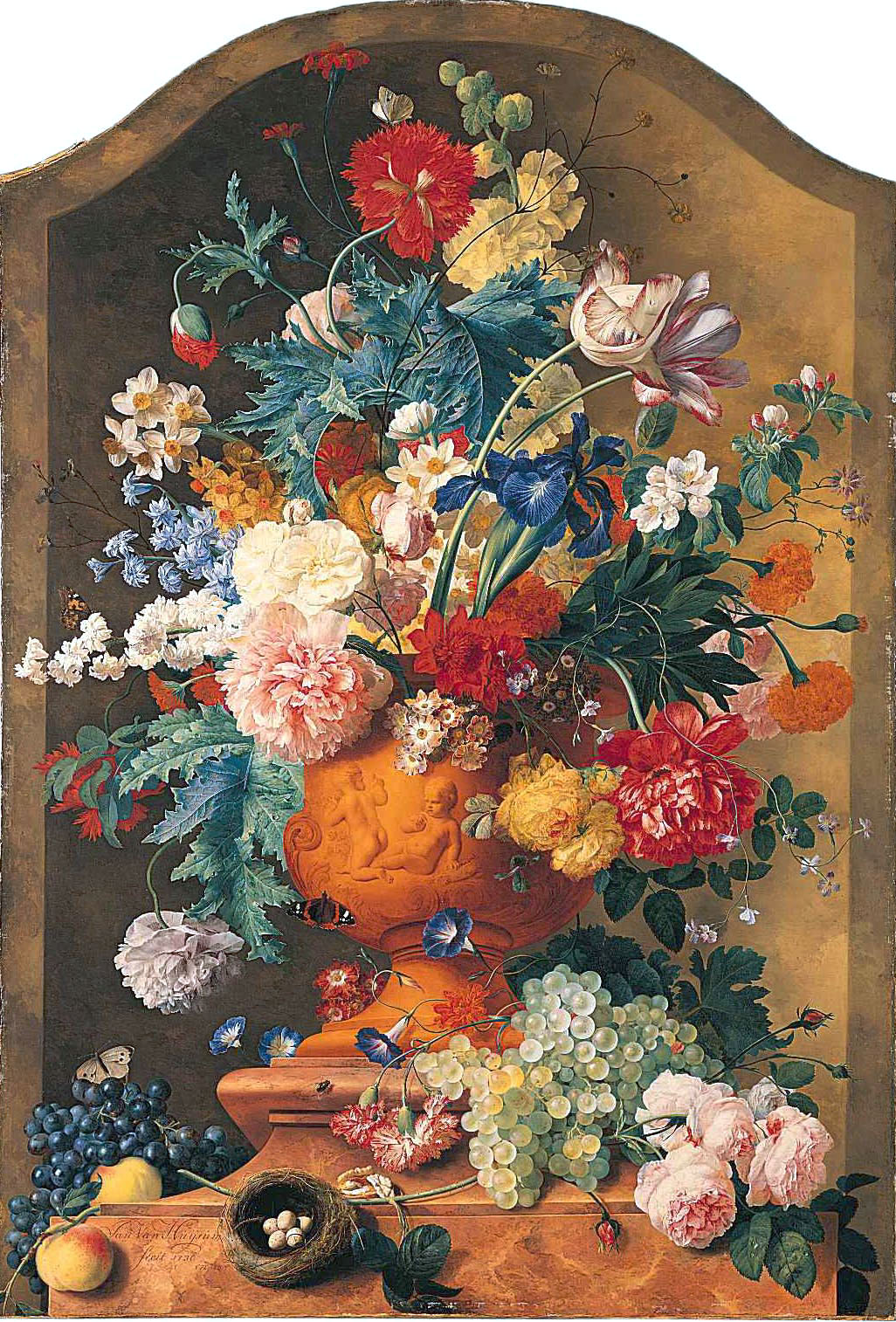
Blommor i en terrakottavas (1736–1737), National Gallery.